# وروبلو (شهرستان شراتس)
وروبلو (به لاتین: Wróblew) یک روستا در لهستان است که در گمینا وروبلو واقع شده‌است. وروبلو ۳۴۰ نفر جمعیت دارد.